# Final Fantasy X
Final Fantasy X (japonsky ファイナルファンタジーX ; Fainaru Fantadží Ten) je videohra typu RPG od firmy Square, jež patří do série Final Fantasy jako její desátý díl. Vyšla v polovině roku 2001 pro konzoli PlayStation 2 a kromě realistického zobrazení herních postav co do rozměrů a proporcí přinesla nový soubojový systém i nový způsob vývoje postav. Na konci roku 2013 vyšlo od Square Enix druhé vydání v HD rozlišení pro platformy PlayStation 3 a PlayStation Vita, v roce 2015 pro platformu PlayStation 4 a v roce 2016 také prostřednictvím služby Steam i pro osobní počítače.
Hlavním hrdinou je profesionální sportovec Tidus, který se po zkáze svého rodného města Zanarkandu zřejmě dostal časem o tisíc let dopředu a s novými přáteli hledá ve světě Spira cestu zpět domů. Hra Final Fantasy X byla natolik úspěšná, že brzy po jejím vydání začalo studio Square navrhovat oproti původnímu plánu pokračování Final Fantasy X-2.

## Herní prostředí a soubojový systém
Příběh hry je zasazen do fantasy světa jménem Spira, který má pouze jeden kontinent, rozdělený na tři části, jenž je obklopen několika ostrovy a souostrovími. Kvůli nebezpečí ze strany Sina jsou města malá a prostá, ovšem vyskytují se zde dvě velkoměsta: Luca a Bevelle, hlavní město Spiry a sídlo čtyř představitelů Yevonovy církve, nejmocnějších mužů ve Spiře: maestra Yu Miky, Seymoura Guado, Kinoca a Kelka Ronso. Existuje zde i starobylé město Zanarkand, z něhož zbyly jen trosky a jehož existence zůstala ve Spiře jen ve vzpomínkách jeho dávných, zakletých obyvatel. Díky pohnuté minulosti tohoto světa je možné potkávat v celé Spiře na určitých místech duchy ve formě bludiček, nebo speciální verze, tzv. Snící (angl. Fayth). Zemřelí odcházejí do říše mrtvých, která se nazývá Vzdálená sféra (Farplane), a Yevonova církev cvičí speciální kněze a kněžky, vyvolávače, kteří mají kromě Poutě, jež má přinést krátkodobý Klid (tedy stav bez existence Sina), ještě za úkol odesílat zemřelé tanečním rituálem do Vzdálené sféry, aby se z nich nestali běsi (fiends), ohrožující obyvatele. Z nějakého důvodu se totiž setrvávající Spiřané brzy stanou nemrtvými, mohou ztratit lidský vzhled a začít nenávidět vše živé. Kromě zasněžených vysokohorských hřebenů v Macalanii a na Gagazetu je klima Spiry převážně tropické a krajina připomíná Karibik nebo Tichomoří.
Ve Spiře se mísí magie, duchovno a také technika, jejíž užívání je považováno za kacířství a znevažování učení Yevona, jež následuje většina obyvatel. Komě lidí žijí ve Spiře další inteligentní druhy: humanoidní Guadové, Ronsové (velké kočkovité šelmy chodící vzpřímeně) a Hypellové, vypadající jako žáby. Ve Spiře žijí ještě zvláštní zelenoocí blonďatí lidé, mluvící podivným jazykem, zvaní Al Bhedi, se spirálou v oku místo oční čočky. Ti na rozdíl od ostatních používají techniku a snaží se s její pomocí budovat svou civilizaci, ovšem ostatní národy se jich straní nebo se chovají nepřátelsky.
Hra přinesla oproti předešlým dílům velkou změnu v tom, že se hráčova parta již nemůže pohybovat po rozlehlé mapě světa. Jednotlivá místa jsou propojena přímo většinou lineární cestou, na níž číhá mnoho monster, obsahuje poklady nebo se zde vyskytují obchodníci. Kromě putování je součástí hry souboj s příšerami, které se zde nazývají běsi. Souboj již nepoužívá systém ATB, ale jednoduchý tahový mechanismus. Bitvy tedy již neprobíhají v reálném čase, tudíž neexistuje lišta zobrazující dobu, než je postava schopná vykonat další tah. Místo toho je v pravé části obrazovky vidět pořadník, kdy postava či běs vykoná svůj tah. Později dostane hráč k dispozici velké letadlo Fahrenheit, kterým lze cestovat rychleji. Na místech určených k uložení hry je možné vstoupit do poutavé mezihry Blitzbal, což je populární míčový sport ve velkém kulovitém proskleném bazénu, podobný vodnímu pólu. Lze hrát ligu (6 mužstev, 2x každý s každým) i turnaje (systém eliminace).
Vývoj postav se neřídí zkušenostmi a úrovněmi jako v předešlých dílech, ale je nahrazen tzv. Deskou orbů (Sphere Grid). Postavy získávají při bitvách sférické úrovně a ty umožní pohyb po kruhovité mřížce o jednu pozici. V mřížce jsou předdefinované vlastnosti, které hráč aktivuje vhodným sférickým předmětem. Mezi tyto vlastnosti patří posílení standardních statistik jako síla, síla magie, obrana, magická obrana, úhyb, štěstí, ale i třeba hladina many a života. A také dovednosti. V mřížce je množství uzlů a omezovačů, jež hráč odemkne speciálními klíči, aby hráč nedostal příliš silná kouzla příliš brzy. Celá deska orbů je společná pro všechny postavy a každá startuje na jiné pozici. Díky uzlům umožňujícím kroky do jednoho z více směrů lze postavu naučit dovednosti jiných postav, nebo je zcela přecvičit z bojovníka na mága a naopak. Z tohoto důvodu je nutné si mřížku často prohlížet a plánovat vývoj dlouho dopředu. Na začátku hry je možné zvolit expertní mód, v němž všechny postavy startují uprostřed mřížky, přičemž je mnoho políček v desce orbů prázdných a hra je obtížnější.
Vyvolávatelné bytosti (aeony) může přivolat jen vyvolávačka Yuna. Parta se stáhne z bitvy až do jejího konce, do smrti aeona, nebo do jeho odvolání. Aeon tedy bojuje sám a má své vlastní statistiky jako život, mana, síla, dovednosti atd. Další změny nastaly i ve způsobu využití Limit Breaků, nazvaných „Overdrives“, které lze posílit tlačítky na joysticku, když se během zpravidla 4 sekund postava připravuje na použití.

### Postavy
K dispozici má hráč celkem sedm postav, z toho tři se účastní bitvy najednou. Během bitvy je lze libovolně příkazem střídat se zbývajícími čtyřmi.
- Tidus (ティーダ - Týda) - 17letý profesionální blitzbalista a vycházející hvězda Zanarkandských Es (Zanarkand Abes). Je hlavní postavou. Ve Spiře neví, co má dělat, dokud nepotká vyvolávačku Yunu a nestane se jejím strážcem. Ve Spiře i nadále hraje blitzbal. Z dětství si nese špatné vzpomínky na svého otce Jechta, který byl velmi slavný v Zanarkandu i ve Spiře, kam se dostal o deset let dříve. Přestože od mala sportoval, umí to dobře i s mečem.
- Yuna (ユウナ - Júna) - Mladá 17letá vyvolávačka Yevona. Je dcerou slavného nejvyššího vyvolávače Brasky, jenž porazil Sina před deseti lety. Sin se však brzy poté vrátil a Yuna se po vzoru otce vydala na Pouť, aby přinesla Spiře opět Klid. Je křížencem člověka a Al Bheda, tudíž má jedno oko zelené a druhé modré. V boji se spoléhá na světlou (léčivou) magii a vyvolává aeony. Je schopna ale používat i hůl.
- Wakka (ワッカ - Waka) - 24letý profesionální blitzbalista a hrající trenér Besaidských Zubrů (Besaid Aurochs). Z týmu odejde, aby řádně plnil roli strážce Yuny, kterou zná odmala. Ochotně pomáhal Tidusovi zorientovat se ve Spiře, neboť mu připomínal jeho zesnulého bratra Chappua. Daroval mu Chappuův meč, který jeho bratr nikdy nepoužil. Je velice oddaný Yevonově víře a nesnese, zejména od bratrovy smrti, stroje a Al Bhedy. V boji využívá blitzbalový míč.
- Lulu (ルールー - Rúrú) - 22letá čarodějka z Besaidu, oděná v černé róbě. Má výrazný načervenalý a fialový pigment, tedy není běžným druhem člověka. Je Wakkova kamarádka z dětství a Yunu má za mladší sestru, které slouží jako její strážkyně. Má rozvážnou a rýpavou povahu, je značně nepřístupná, jelikož ještě vstřebává smrt své lásky, Chappua. V boji využívá plyšové hračky Mog, Kaktuara, Caita Sitha, Moombu nebo PuPu, které posilují její černou (elementární) magii.
- Kimahri Ronso (キマリ＝ロンゾ - Kimarironzo) - 25letý ronso. Je větší než běžní lidé, ale v rámci svého druhu je ze všech asi nejmenší, navíc si v mládí zlomil při šarvátce s bratry roh na čele, takže se často stává terčem jejich posměchu. Mluví málokdy a jen k těm, kterým věří. V pubertě se odebral z Gagazetu do dobrovolného vyhnanství, v němž už deset let dělá strážce Yuny. V boji využívá halapartnu a je schopen kopírovat dovednosti nepřátel.
- Auron (アーロン - Áron) - 35letý strážce, který sloužil před deseti lety s Jechtem nejvyššímu vyvolávači Braskovi. Díky tomu je ve Spiře respektovanou autoritou u ostatních strážců, vyvolávačů i u mnohých hodnostářů Yevonovy církve. Celkově je to záhadná zjizvená postava, která se léta starala v Zanarkandu o Tiduse, jemuž zařídil přenos do Spiry, kde mu nadále coby nový Yuny strážce dělá mentora. V boji využívá velký meč.
- Rikku (リュック - Rjuku) - 15letá veselá dívenka od Al Bhedů, je sestřenicí Yuny. Byla prvním obyvatelem Spiry, který mluvil s Tidusem. Později ji Yuna přijala jako svou šestou strážkyni, přestože byla pro mnohé kvůli původu kacířem. Její původ rozdýchával obzvlášť těžko Wakka. Rikku však toužila, aby Yuna svou Pouť ukončila, aby nezemřela. Má strach z bouřky a hadů. Specializuje se na krádeže a tvorbu předmětů, takže kromě útoku drápy a boxery používá vlastnoručně vyrobené granáty.

Ve hře se vyskytují tito hlavní nepřátelé.
- Sin (シン - Šin) - Sin je obří mořská, zdánlivě nesmrtelná příšera. Kamkoliv přijde, vše zničí, vše zabije. Lidé ve Spiře věří, že Sin trestá lidi za hříchy v minulosti, když využívali stroje. Tehdy přišel, aby ukončil „válku strojů“. Proto lidé nyní následují učení Yevona, které káže, že pokáním a „odčiněním“ chyb z minulosti Sin zmizí. Vyvolávači existují, aby Sina pomocí posledního vyvolání porazili a na čas ulehčili lidem. Ovšem Sin se vždy po několika měsících vrátil.
- Seymour Guado (シーモア＝グアド - Šímoáguado) - 28letý vyvolávač s titulem maestra. Jedná se o křížence člověka a Guada, přičemž jeho otec, maestr Jyscal Guado, učinil o generaci dříve konverzi Guadů k Yevonově učení, což stvrdil svatbou s lidskou ženou. Takové křížení druhů se setkalo s nepochopením, proto byl malý Seymour i s matkou vykázán z Macalanie. Neměl šťastné dětství, které mu ani jeden z rodičů neulehčil. Vypracoval se sice do hodnosti maestra, ale díky temným choutkám byl nebezpečný pro celou Spiru.
- Yu Yevon (ユ＝エボン - Ju ebon) - Pradávný vládce Zanarkandu a výjimečný vyvolávač. Kvůli válce s technicky vyspělým Bevellem, kterou neměl šanci vyhrát, vymyslel plán, jak Zanarkand zachránit aspoň jako sen. Přesvědčil obyvatelstvo, aby se stalo Snícími pro vyvolávání Snového Zanarkandu. Sám sebe pak pomocí bludiček s duchy, jimž znemožnil odejít do Vzdálené sféry, obklopil brněním zvaným Sin. Skutečný Zanarkand pak před rozhodující bitvou s Bevellem sám zničil, pak zničil i bevellskou armádu strojů.
- Yunalesca (ユウナレスカ - Júnaresuka) - Dávná vyvolávačka a dcera Yu Yevona. Znala detailně otcův plán k zachování Zanarkandu, ale odmítla se ho účastnit. Proto se svým mužem utekla do Bevell, kde po vzniku Sina navrhla, jak ho lze odstranit, ačkoliv jen dočasně. Výměnou za to, že bude Bevell velebit jméno jejího otce, vyzvala Sina na souboj, přičemž zemřela a jako setrvávající celá staletí instruovala další vyvolávače k provedení Posledního vyvolání. Vlastně tak přispěla ke vzniku učení Yevona.

## Příběh

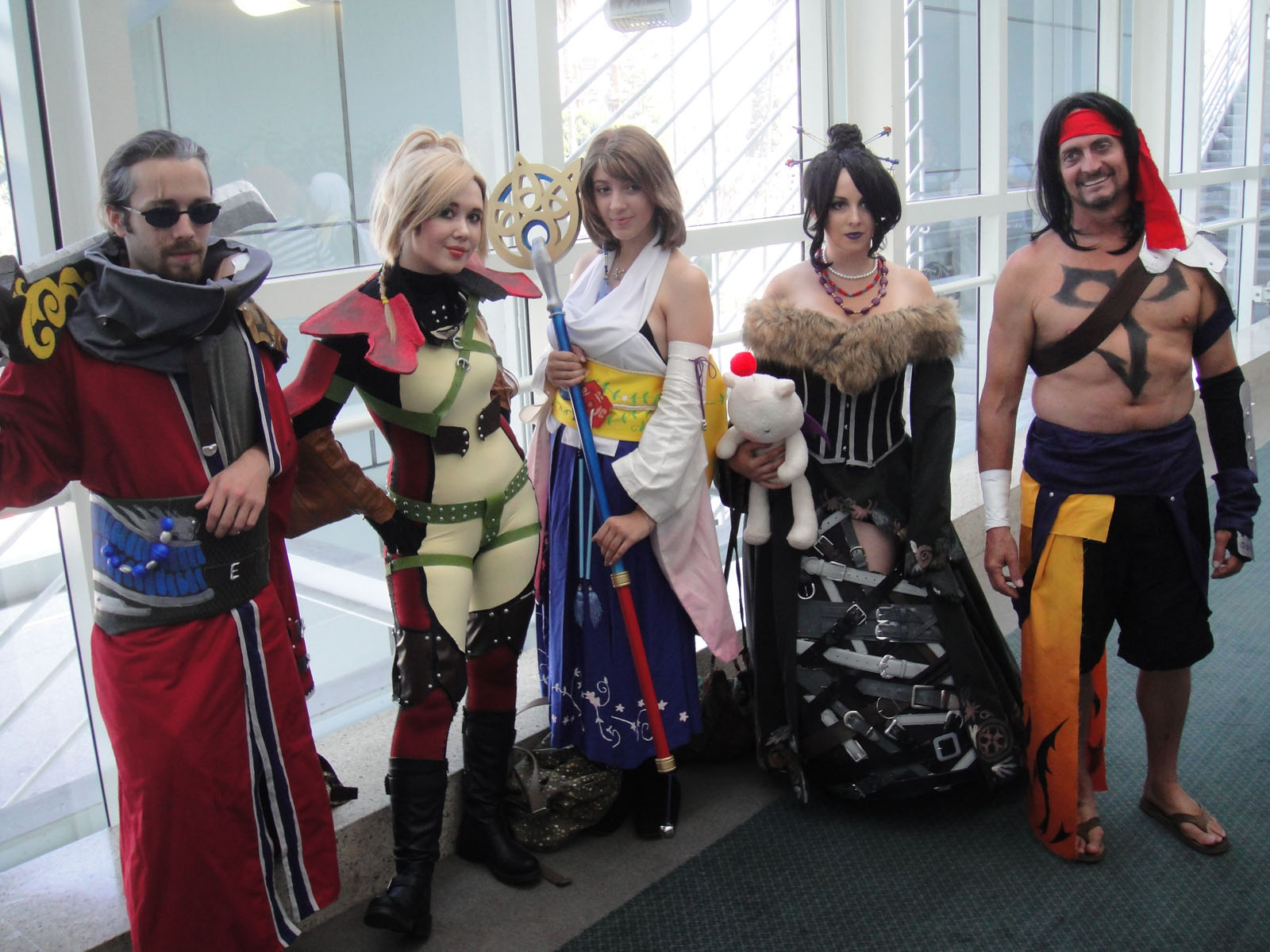
Anime Expo 2010 - LA

Hra začíná pohledem na sedmici hrdinů, mlčky hledící do ohně uprostřed ruin prastarého velkoměsta. Tidus se zvedl, aby začal vyprávět svůj příběh, možná je to poslední šance...
V Zanarkandu, supermoderním velkoměstě, se Tidus chystal na turnaj v blitzbalu na počest jeho otce Jechta, legendárního blitzbalisty, jenž před deseti lety zmizel beze stopy. Před zápasem rozdával autogramy a sliboval dětem společný trénink po zápase. Chlapec s fialovou kápi mu řekl, že večer nemůže, tedy slíbil dětem až další ráno. Protlačil se davem, aby nastoupil k zápasu, který sledoval celý Zanarkand. Auron, jenž zhlížel ze střechy mrakodrapu, si všiml obří přílivové vlny, jež začala postupně Zanarkand ničit a zasáhla i blitzbalový stadion. Tidus vyvázl nezraněn a Auron, který mu dělal náhradního otce, ho vyzval, ať běží za ním. Opět se objevil chlapec ve fialové kápi, který kouzlem zastavil čas, aby sdělil Tidusovi, ať nepláče, že příběh začíná.
Chlapec zmizel a běh času se vrátil do normálu. Auron vysvětlil, že útočí bytost jménem Sin, a předal Tidusovi Jechtův meč, aby mohl bojovat proti Sinovým běsům, vypouštěným do nezničené části města. Probojovali se do blízkosti Sina, který zhlížel z obří bubliny na celé město. Auron nechal sebe i Tiduse, jenž se po výbuchu pod mostem držel za jeho okraj, vcucnout mocným Sinovým kouzlemgravija, a Tidusovi připomněl, že je to jeho příběh. Tidus omdlel a chvíli vnímal hlas otce, iluzi Zanarkandu a sebe samého, když byl malý. Probral se sám v potemnělých, chladných ruinách, kde spadl do vody a uprchnul před obří rybí obludou do pobořeného chrámu. Zde si rozdělal oheň, opět usnul a zdálo se mu o nedávné schůzce s Auronem, který mu po nepovedeném zápasu připomněl, že je to již deset let. Po probuzení ho napadl další běs, na kterého nestačil. Do místnosti ale vtrhla skupina podivných bojovníků v potápěčské výstroji, jedna z nich mu pomohla. Mluvila podivnou, nesrozumitelnou řečí a po chvilce dohadů s ostatními členy jejího týmu, kteří hodlali Tiduse zabít, ho silně udeřila do hlavy, aby omdlel.
Probral se na palubě lodi na širém moři, obklíčen těmito cizinci, kteří mu něco říkali posunky. Dívka, která mu dříve pomohla, mu tedy normální řečí vysvětlila, že smí zůstat, pokud bude spolupracovat. Nedávno objevili u dna moře zbytky starého chrámu. Propluli tedy společně dovnitř, kde porazili obří chobotnici a celý komplex rozsvítili. Přesto ho po splnění mise nechali mrznout na palubě a hladového (ale ve změti nesrozumitelných slov rozeznal výraz "vzducholoď"). Po několika hodinách mu ta dívka, která prozradila své jméno Rikku, dala jídlo a pití a konečně s ním promluvila. Vysvětlila mu, že jsou národem Al Bhed, a divila se, že to nepoznal. Tidus jí tedy převyprávěl, co se přihodilo, ale nevěřila mu, že je ze Zanarkandu. Usoudila, že má poškozenou paměť kvůli Sinově toxinu, protože se ocitl v jeho blízkosti. Také mu prozradila, že žádný Zanarkand není, Sin ho před tisíci lety zničil. Snažila se ho uklidnit, že ho jako blitzbalistu někdo ve městě Luca určitě pozná. Než odešla do strojovny změnit kurz, upozornila ho, aby nikomu neříkal, že je ze Zanarkandu. Dle Yevona je to svaté místo. Tidus přemýšlel o řečeném a ve vzteku nakopnul kus plechu. Pak se celá loď rozhoupala, protože na ni zaútočil Sin a Tidus přepadl přes zábradlí do moře.
Druhý den ráno se probral na břehu ostrova Besaid poté, kdy ho trefili blitzbalovým míčem do hlavy. Přestože se právě probral z bezvědomí, dokázal šestici mužů na pláži vrátit balón svým speciálním kopem, čímž na ně udělal velký dojem. Konečně něco, čemu rozuměl. Ale na radu Rikku jen zmínil, že byl blízko Sina. Wakka, kapitán týmu, pozval Tiduse na jídlo. Tidus se ho ale nejprve opatrně zeptal na pár věcí, aby si ujasnil svou situaci. V podstatě mu Wakka potvrdil to, co řekla Rikku. Zřejmě se ocitl 1000 let v budoucnosti a Sin dle Wakkova vyprávění zničil všechna velkoměsta a doposud nahání obyvatelům Spiry hrůzu, kdykoliv se zjeví, jako trest za hříchy, jež lidstvo v minulosti napáchalo kvůli používání strojů (machin). Tidus tedy dospěl k přesvědčení, že za jeho současnou situaci, kdy se ocitnul ve zcela neznámém světě, může Sin, a možná se přes něj opět dostane domů. Do té doby se tedy bude snažit nemyslet na Zanarkand a naučit se žít na Spiře.
Wakka Tiduse požádal o výpomoc v jeho blitzbalovém týmu pro turnaj v Luce. Tam by mohl i najít svůj tým a někoho známého. Cestou se Wakka rozhovořil o svých začátcích s blitzbalem, o léta trvající šňůře proher a o svém záměru ukončit kariéru. Tidus ho přesvědčil ke změně sloganu týmu, aby se naladil na vítěznou vlnu. Před městečkem Besaidem potkali dva křižáky, členy řádu bojujícího proti Sinovi, kteří Tiduse zpovídali ohledně Sina, ale protože nevěděl, co jim má vlastně říct, kývnul Wakkovi na jeho žádost přidat se k týmu výměnou za pomoc se zorientovat. Wakka začal představením Besaidu a ukázal mu yevonovu modlitbu. Tidusovi přišlo divné, že je modlitba stejná jako zanarkandské znamení blitzbalového vítězství, zašel však na radu křižáků do chrámu, kde se prý vyléčí od Sinova toxinu. Uvnitř bylo mnoho věřících, a tak si uvědomil, jak moc je Spira rozdílná od toho, co znal v Zanarkandu. Zdejší kaplan mu vysvětlil, že právě přivezli sochu nadživotní velikosti lorda Brasky, jenž se před deseti lety stal nejvyšším vyvolávačem. Tidus se opět musel vymluvit na Sinův toxin, když se zeptal, co je to vyvolávač. Připadalo mu to až směšné. Dověděl se tedy, že vyvolávači vládnou schopnosti přivolat aeona s ohromnou mocí. Aeoni vyslyší modlitby věřících a sestoupí na pomoc, jsou yevonovým požehnáním.
Odpočinul si ve Wakkově stanu, kde později kaplan prosil Wakku o pomoc. Wakkovi se moc nechtělo, ale nakonec šel. Tidus usnul a zdálo se mu o matce, zoufale hledající nezvěstného Jechta. Malého Tiduse ztráta otce těšila, ale matka mu vysvětlila, že pokud otec skutečně zemřel, nebude mu moct nikdy říct, jak moc ho nenávidí. Ráno se ptal v chrámu Wakky, o co šlo. Vyvolávačka-učednice se prý ještě nevrátila ze zkoušky, v níž má ovládnout svého prvého aeona. Tidus se rozhodl jí pomoci a frajersky pronikl přes Wakkovy a kaplanovy protesty až do posvátné komory. Poradil si s hlavolamem, ale dostihl ho Wakka, jenž mu nejprve vynadal, ale pak mu vysvětlil, co zde vyvolávačka dělá. Modlí se ke Snícímu (faythovi) a až ji snící obdaří ve zkoušce aeonem, vydá se na velkou Pouť po celé Spiře. U komory snícího stáli dva strážci. Od jedné z nich, strážkyně v černém, dostali vynadáno, pak ale sebou trhla, když uviděla Tiduse. V ten moment se otevřely padací dveře, odkud se vypotácela omámená vyvolavačka. Druhý strážce, mlčenlivý ronso, ji zachytil v pádu ze schodů, ale když se vzpamatovala, s úsměvem oznámila, že to dokázala. Tidus byl celkem překvapený, neboť si myslel, že vyvolávačka bude nějaká stará čarodějka, ale toto bylo mladé děvče v jeho věku.
Venku před chrámem předvedla obyvatelům své umění a vyvolala aeona Valefora. Na Tidusovi zanechal nezapomenutelný dojem, neboť nic takového v životě neviděl. Valefor mu přišel roztomilý, přestože se ho nejprve lekl. V noci u ohně si s vyvolávačkou poprvé promluvil. Tehdy netušil, že se poté plno věcí změní pro všechny. Wakka oficiálně představil Tiduse jako novou posilu týmu a vyhlásil za cíl vyhrát pohár. Tidus přitom nespustil oči z vyvolávačky. Toho si všimli místní i sama Vyvolávačka. Ignorovala jejich nadávky, že je to bezvěrec, a představila se mu. Yuna mu poděkovala za pomoc v chrámu a naznačila, že jeho vpád do nitra chrámu snad umožnil dokončit její zkoušku. Druhý den si ale budou moci na lodi pohovořit více, zde by jen dráždili místní. Když se Tidus odebral do stanu, Wakka ho upozornil, ať ho nenapadne si s Yunou něco začínat.
Zdál se mu pubertální sen o Yuně a Rikku, kterým slíbil ukázat Zanarkand, přičemž Rikku chtěla být první a připomněla slova Wakky, ale pak od pláže slyšel Jechta, načež se Tidus proměnil v sedmiletého chlapce, protože se vysmíval jeho neschopnosti ulovit ženu, když ani nechytí míč, a předhazoval mu jeho brečení. Tidus mu odpověděl, že ho nenávidí. Yuna i Rikku ho při tom povzbuzovaly. Pak se Tidus s výkřikem "Nenávidím tě" probudil. Zvenčí slyšel Wakku a strážkyni Yuny v černém jménem Lulu, jak se hádají o Chappuovi, který byl Tidusovi velmi podobný a byl to Wakkův mladší bratr a snoubenec Lulu. Chappu byl křižák a zemřel v bitvě se Sinem předešlý rok, krátce před zahájením minulého blitzbalového turnaje, a tak se nemohl koncentrovat a prohráli. I proto se rozhodl stát se strážcem Yuny a skončit s blitzbalem.
Wakka daroval Tidusovi Chappův meč a vysvětlil mu s Lulu Yuny původ. Do Besaidu přišla jako sirotek před deseti lety na začátku posledního "klidu" spolu s Kimahrim Ronsem, který je její strážce, aby se stala díky talentu vyvolávačkou učednicí. Jakmile byla Yuna připravena, rozloučili se s Besaidem a odešli směrem k přístavu. Cestou je přepadlo několik běsů a Wakka Tidusovi vysvětloval základy o magii a o slabinách nepřátel. Tidus marně pátral, proč je loučení divné, navíc se musel bránit před Kimahrim Ronsem, jenž ho u skalnatého pobřeží napadl. Na lodi plující do Kiliky Tidus zaslechl cestující, jak hovoří o "modré krvi" Yuny po lordu Braskovi. Wakka mu vysvětlil, že lord Braska před deseti lety Sina porazil, proto je ona nyní slavná. Tidus to znal, také měl slavného otce. S Yunou si pohovořil o samotě a zajímal ji Zanarkand i jiné věci, o kterých věděla od Jechta, Tidusova otce, který sloužil jako strážce jejímu otci, lordu Braskovi. Své setkání s Tidusem považovala za požehnání Yevonem, avšak Tidus nevěřil tomu, že by jeho otec byl tady, když před deseti lety zemřel. Avšak s Yunou se dobral toho, že ze Zanarkandu zmizel v tutéž dobu, kdy se objevil ve Spiře. Chtěla Tiduse lépe poznat. Loď však napadl Sin a námořníci střelili Sina harpunami do jeho obří ploutve, aby se pokusili zachránit své rodiště Kiliku. Sin vláčel loď za sebou, zatímco parta chránila palubu před náletem běsů. Jakmile příšera urvala lana a zmizela pod hladinou, srovnala většinu přístavu Kilika se zemí. Tidus během bitvy doufal, že ho Sin vrátí zpět, ale nezbylo mu, než se smířit s tím, že Spira bude jeho novým domovem.
Přeživší kilikského masakru přivedli Yunu k mrtvým, aby poslala jejich duše do Vzdálené sféry (Farplane), aby se z nich nestali běsi. Yuna provedla obřad, při kterém tančila se svou holí nad vodní hladinou a mrtvá těla měnila v bludičky, které se strojeným úsměvem na rtech posílala na odpočinek. Dle vysvětlení od Lulu toto bude dělat při každé příležitosti až do úplného konce. Tidus si přál, aby to Yuna už nikdy nemusela dělat. Celkem ho děsilo, jak na ni všichni při obřadu zírali. Druhý den ráno se vydali i s členy týmu Besaidských Zubrů (Besaid Aurochs) do chrámu v nitru ostrova, který musí Yuna navštívit na své Pouti, a ostatní aby se pomodlili za úspěch v turnaji. Tidusovi připadalo konání turnaje v časech, kdy Kiliku postihlo takové neštěstí, za divné, ale šel. Yuna ostatním pod chrámem oznámila, že si přeje, aby se Tidus stal dalším strážcem, ale zatím nebyl čas to řešit. Na schodišti k chrámu narazili na zplozence Sina, jenž jim blokoval cestu. Porazili ho, aby se pro něj Sin nevrátil. Wakka a Lulu se opět pohádali kvůli Chappuovi a Tidus si byl jistý, že se mezi těmi třemi kdysi něco stalo, ale nehodlal se do jejich soukromí plést.
Před chrámem narazili na tým Luckých Hřebců (Luca Goers), kteří se Wakkovi a Zubrům vysmívali, ovšem Tidus si jejich arogantní chování nenechal líbit. Yuna se uvnitř potkala s vyvolávačkou Donou, která nebyla o nic slušnější, navíc vhodila Tiduse za ostatními, aby Yuně způsobila problémy, protože před komoru Snícího mimo vyvolávačů a jejich strážců nikdo nesmí a vyvolávači může hrozit exkomunikace. Lulu a Kimahri na něj byli chvíli naštvaní, ale pak vysvětlila, že se Yuna modlí ke Snícímu, Yevonem zakonzervované duši toho, kdo kdysi zemřel v bitvě se Sinem, do velké sochy. Yevon mu tak daroval nesmrtelnost. Snící se zhmotní, když k němu vyvolávač promlouvá, a daruje mu moc ovládat aeona. Celou dobu v chrámu zněla posvátná hymna a Tidus všem jednu věc tajil. Znal ji z dětství a považoval ji za důkaz propojení Spiry a jeho Zanarkandu. To ho sice uklidnilo, ale chtěl domů... Až z toho všeho pak před chrámem křičel. Yuna získala aeona Ifrita.
Na lodi do Lucy vyslechl nechtěně rozhovor Wakky s Lulu, co s ním, pokud se k němu nikdo nepřihlásí. Pak zavzpomínal na Jechta a jeho svéráznou lekci o jeho nejlepším kopu, při níž se mu otec jen vysmíval a vytahoval se, že je nejlepší. Tidus tedy jeho trik zopakoval k úžasu Wakky a ostatních Zubrů, i Yuny. S Yunou si povídal o tomto Jechtově kousku i na jiná témata a řekla, že by o něm neměl mluvit zle a měl by být hrdý, že nosí tak slavné jméno. V Luce se jim nedostalo vřelého uvítání, protože byli jasnými outsidery. Protéžování Hřebců sportovními komentátory ale Tiduse naštvalo, a tak způsobil megafonem povyk prohlášením, že Zubři jedou na turnaj pro pohár. Na místo dorazil yevonský maestr Mika, jenž slavil padesáté výročí své vlády nad Spirou. Při té příležitosti oznámil jmenování Seymoura novým maestrem, neboť jeho otec Jyscal Guado před čtrnácti dny odešel do Vzdálené sféry. Tidusovi se tak dlouhá vláda Miky nezdála, ale na konci estrády a Seymourova politického řečnění zavelel Wakka odchod do kabin na předturnajovou poradu.
Do kabiny Zubrů však vtrhla Yuna, že sir Auron, druhý strážce jejího otce, dorazil do Lucy. Tidus ho s ní šel hledat, i když za chvíli začíne zápas. Wakkovi tedy ukázal pár zanarkandských triků, s nimiž zvládnou porazit Albhedské Šílence (Al Bhed Psyches) i bez něj. Tidus ve městě učil Yunu pískat na prsty, aby se neztratili, a divil se, že je Luca tak velká. Dle Yuny díky blitzbalovému stadionu, což je jediná zábava ve Spiře. V kavárně pak Kimahriho přepadli ronsové Biran a Yenke a vysmívali se mu. Konflikt skončil rvačkou, při níž Yunu unesli Al Bhedi a za propuštění požadovali prohru Zubrů. Wakka se nenechal zastrašit a Tidus, Kimahri a Lulu pátrali v docích, kde je napadly prastaré stroje Al Bhedů. Zápas tedy Al Bhedi chtěli strhnout hrubými a nepotrestanými fauly, nicméně nebylo jim to nic platné. Trojice Yunu osvobodila a Tidus doufal, že se opět uvidí s Rikku, ale toto byla jiná loď, než kterou tehdy napadl Sin. Yunu zajímalo, zda na lodi nebyl její strýc Cid, a prozradila, že je poloviční Al Bhed. V Luce mezitím finišoval zápas. Za stavu 2:2 půl minuty před koncem se Wakka probral do mohutné ofenzívy a přes zranění rozhodnul. Besaidští Zubři po 23 letech poprvé zvítězili.
Na finálový zápas proti Luckým Hřebcům pustil Wakka místo sebe Tiduse a sám zůstal s Lulu. Přišel se podívat i Auron a Tidus plnil roli střelce. O druhém poločase se ale nechal vystřídat, když uslyšel diváky dožadující se Wakky. Wakka dovedl tým k vítězství, ovšem závěrečný ceremoniál narušila invaze běsů do areálu stadionu. Tidus se ve vřavě znovu setkal s Auronem, až bitvu ukončil maestr Seymour vyvoláním velmi mocného aeona Animy, čímž zachránil mnoho životů. Po uklidnění situace se Wakka předáním poháru rozloučil s týmem, Lulu mezitím neúspěšně zjišťovala, jak se běsi na stadion vůbec dostali a Tidus vedl s Auronem nepříjemnou diskuzi, v níž mu vyčetl, že jeho vinou je nyní ve Spiře. Od Aurona se tedy dozvěděl důvod: jeho otec "žije." Sin je ve skutečnosti Jecht. Tidus tomu odmítal uvěřit, avšak Auron mu pověděl, že se o tom přesvědčí sám, zatím nabídne své služby Yuně. Ta s ostatními diskutovala, co dál. Lulu uznala, že měl Wakka pravdu a Tiduse skutečně v Luce někdo znal. Za chvíli dorazili Tidus s Auronem a společně nabídli své služby strážců Yuně, Auron na přání Brasky a Tidus na přání Jechta. Ohromená Yuna přijala. Tidus byl ovšem z předchozího rozhovoru smutný a Yuně se povedlo ho rozzveselit pískáním i technikou vyvolání smíchu, i když cítí smutek. Vysvětlila mu, že vyvolávači a strážci představují naději, světlo ve tmě, proto se musí za každých okolností usmívat. Stanovila cíl cesty chrám v Djose.
Procházeli ruinami starobylého města, zničeného Sinem, kde se Tidus konečně dověděl, co je to Klid, o němž už dříve slyšel. Jedná se o krátké období, kdy ve Spiře neřádí Sin, protože byl poražen. S ubíhající cestou potkávali více a více křižáků na chocobech. Na pláních potkali i vyvolávačku-učednici Šelindu, jež se obávala akce proti Sinovi, kterou chystali v rozporu s učením Yevona, avšak vůbec nikdo ji neposlouchal. K večeru se na Auronův návrh utábořili ve stanu Al Bhedů, což vedlo ke konfliktu s Wakkou, který Al Bhedy neměl rád. Při západu slunce si Tidus popovídal s Yunou o budoucnosti a slíbil jí, že s ní půjde až do Zanarkandu, na kraj světa za posledním vyvoláním, které představuje jediný způsob ke zničení Sina. Auron dodal, že měla na mysli rozvaliny Zanarkandu staré tisíc let. Ráno přepadl tábor běs lovící chocoby, kterého parta porazila. Došli do údolí uzavřeného křižáky, kteří nepustili dál vyvolávačku Donu ani Yunu. Sváželi totiž chycené zplozence Sina k vojenské operaci. Yuna měla štěstí, neboť na místo mířil maestr Seymour, který jí vstup zařídil.
Přes skalnatý terén mířili na velitelství. Wakka byl zděšen, že se maestr Seymour a křižáci spřáhli s Al Bhedy a k bitvě použijí stroje, tedy otevřeně poruší Yevonovo učení. Seymour pozdravil Aurona, jenž neměl chuť se s ním vůbec bavit. Na skalnaté pláži byly rozestavěny děla, tanky a laserové paprskomety. Wakka v zlosti jedno dělo nakopl a ukopl si málem palec. Lulu vysvětlila, že Chappu zemřel v bitvě se Sinem, když použil zakázaný albhedský stroj a nebojoval s mečem od Wakky. Proto tolik stroje a Al Bhedy nesnáší. Křižáci přemístili na jedno místo všechny zplozence Sina k jeho nalákání do zátoky. Maestr Wen Kinoc, vrchní velitel křižáků, se pozdravil s Auronem a chtěl po něm vědět, kde celá ta léta byl. Auron Kinoca odbyl slovy, že plnil poslední přání přítele, ale odmítl mu sdělit, zda viděl Zanarkand. Chování obou dvou maestrů bylo podivné, přesto operace začala.
Dopadla katastrofálně, přesně jak maestři předpokládali. Jeden ze zplozenců Sina utekl z klece a Tidus s ostatními s ním svedli těžkou bitvu. Pak zátoku Míhen zaplavila vlna, oznamující příchod Sina. Jezdci na chocobech likvidovali Sinovu armádu běsů, zatímco Al Bhedi stříleli z děl na hlavní cíl. Jakmile Sin zapnul silové pole, byl rychlý konec. Šokovou vlnou pozabíjel většinu křižáků a zničil stroje. Zraněný Seymour s Yunou mezitím likvidovali zbylé běsy a zplozence Sina. Jak Sin odplouval, popadl Tiduse vztek a vydal se za svým "otcem" do moře, ovšem brzy mu došly síly a zdál se mu další sen. Říkal si, kolik bojovníků zemřelo? Lidé umírají a Yuna tancuje, kdy to všechno skončí? Auron po bitvě plivl na Kinoca, zda je spokojený, a Seymour "podpořil" unavenou Yunu, aby mu dovolila jí pomoct tak, jako měla lady Yunalesca svého lorda Zaona. Yunaleca byla vyvolávačka, jež před 1000 lety jako první porazila Sina. Auron někde mimo vysvětlil Tidusovi, že sem Sin přišel ne kvůli pasti, ale protože chtěl svému synovi ukázat, co dovede, a požádat ho, aby ho zabil a osvobodil z tohoto prokletí. Poprvé promluvil i Kimahri. Zdůraznil, proč musí být Yuna v těžkých časech usměvavá. Auron Tidusovi řekl, že hlavně nesmí Yuně prozradit, že Sin je Jecht.
Dorazili do skalnatého chrámu v Djose pro dalšího aeona Ixiona. Uvnitř potkali vyvolávače Isaara, jenž Tiduse varoval před mizením vyvolávačů. Před komorou Snícího se znovu setkali s Donou, protivnou jako minule, navíc urážela Aurona. Její strážce ale zaplesal radostí, když svůj dávný vzor uviděl. Další den se vydali vpřed, ovšem nejprve se před chrámem pořádně zasmáli Yuně, která po náročném dni zaspala. Tidus však tehdy netušil, že jediný, kdo se doopravdy od srdce smál, byl jen on sám. Překonali obří leknínový veletok Moonflow na šůpufovi, obřím zvířeti větším než slon. Auron pověděl historku, že se tu Jecht před deseti lety opil a v domnění, že je šůpuf běs, jednoho zabil a Braska ho musel místním hypellům (žabím lidem) zaplatit. Tehdy prý Jecht definitivně skoncoval s alkoholem. Cestou narazili opět na dva ronsy, kteří si dobírali Kimahriho, ale v podstatě ho varovali před únosci. A měli pravdu. Nad zatopenými ruinami starobylého města zničeného Sinem ji stáhl do vody albhedský robot, který museli Tidus s Wakkou zlikvidovat.
Na druhé straně řeky Tidus našel Rikku, která robota ovládala, a řekl ostatním, že mu pomohla na úplném začátku. Málem před Wakkou prozradil, že je Al Bhedka. Yuna s Lulu si ji vzali stranou a výsledkem hovoru dívek bylo, že se Rikku stane další strážkyní. Dorazili lesní cestou do Guadosalamu, sídla maestra Seymoura, jehož poskok Tromell je pozval do paláce. Ne každému z družiny byl Seymour sympatický. Když se Seymour konečně objevil, ukázal na orbu trojrozměrnou vizualizaci vesmíru a pradávného Zanarkandu. Zmínil, že Yunalesca tam žila také, i její muž Zaon. Seymour pošeptal něco Yuně do ucha a ta rudá v obličeji vypila pořádnou sklenici něčeho ostřejšího. Seymour ji totiž požádal o ruku. Námitky měl Tidus i Auron, na něž Seymour odpověděl, že ji požádal o ruku jako Yevonův maestr a taková událost ostatní lidi rozradostní. Samozřejmě dal Yuně čas na rozmyšlenou a neodpustil si k Auronovi jízlivou poznámku: "Proč tady stále ještě jste, pane?"
Venku to s Yunou probrali, ale Tidusovi přišlo divné, že se nikdo nezeptal, zda Seymoura miluje. Yuna se odebrala do portálu do Vzdálené sféry, aby viděla duchy svých rodičů. Všichni kromě Aurona a Rikku šli za ní. Zde Yuna vzpomínala, jaké před deseti lety vypuklo veselí, když dorazila zpráva, že její otec Braska porazil Sina. Musí tedy udělat totéž a nehodlá se vdávat. Přemluvila Tiduse, ať zkusí zavolat Jechta. Samozřejmě neuspěl (protože Jecht není mrtvý), ale zjevila se mu jeho matka. Přitom si vzpomněl, jak se k němu chovala o samotě a jak před Jechtem. Uvědomil si, proč otce nenávidí. Když tehdy zmizel beze stopy, matka ztratila sílu a utrápila se k smrti. Avšak také mu došlo, že se k němu Jecht nechoval až tak špatně, jak byl dosud přesvědčen, a omlouval se Yuně, že musel při svých nadávkách na otce vypadat hloupě. Po opuštění portálu do Vzdálené sféry se zjevil k překvapení všech lord Jyscal v podobě zombie, tak Auron vyzval Yunu, aby ho urychleně poslala. Když to udělala, zanechal po sobě orb. Dle Aurona musel zemřít nečistou smrtí. Yuna však v paláci Seymoura již nenašla, protože odcestoval do chrámu v Macalanii.
Cestou překonali planinu věčné bouřky, kde Rikku popadla panická hrůza, protože ji kdysi její bratr omylem trefil bleskem. Našli hotel, kde se Yuna zavřela sama do pokoje. Tidus k ní vpadl, když se snažil klíčovou dírkou poslouchat cizí hlas. Yuna okamžitě vypnula orb a vysvětlila, že se má dle poslední vůle lorda Jyscala postarat o jeho syna, a utekla. Druhý den ráno v bouřce oznámila, že si Seymoura vezme. Tidus měl pocit, že to dělá jen z povinnosti a ne z lásky, což ho uklidňovalo. Cestou narazili na zoufalého Barthela, strážce Dony, kterému se ztratila, kterého uklidnil Auron. Pak zavedl partu na tajné místo, kde se vyrábějí orby, ale přepadl je tam rozzuřený elementál, což nebylo dobré znamení. Po bitvě našli starou Jechtův orb, na jejímž záznamu viděli Jechta, Aurona a Brasku opouštět Bevell na začátku jejich Poutě. Jecht chtěl točit památku pro svou ženu a Tiduse, ale na poslední nahrávce již působil rezignovaně ohledně návratu do Zanarkandu a loučil se. Auron vysvětlil, že se Jecht během Braskovy Poutě změnil a v poslední části nahrávky byl rozhodnutý přijmout svůj osud. Dříve se těšil na svůj Zanarkand, ženu i syna, ale časem pochopil, jak to ve Spiře chodí, a smířil se s tím, že už domov nikdy neuvidí. Rozhodl se tedy odhodlaně bojovat se Sinem po Braskově boku. A také prý Jecht svého syna miloval, jen nevěděl, jak mu to říct.
Vystoupili na zasněžený hřeben Macalanie, kde narazili na Seymourova poskoka Tromella. Yunu vedl do chrámu za budoucím mužem, zatímco strážci zůstali na vrcholu, aby byla dodržena guadská tradice. Tromella s Yunou však přepadli Al Bhedi na sněžných skútrech a poslali na ně obřího robota. Po jeho porážce Yuna s Tromellem pokračovala a z vrcholu volal na Rikku jeden z útočníků. Rikku mu albhedsky odpověděla, ať nemá starost, že ví, co dělá. Wakkovi přiznala, že je Al Bhedka a velitel útočníků byl její bratr. Wakka zuřil, byl naštvaný na Tiduse i Lulu, že to věděli. Hlasitě nadával na Al Bhedy a s Rikku se hádal o tom, že Al Bhedi mohou za to, že tu Sin je, ta se mu snažila vysvětlit, že by neměl věřit všemu, co slyší od Yevonitů. Tidus se ho snažil uklidnit, ale na radu Aurona mu jen dal čas to vstřebat. Kromě Wakky všichni nasedli na albhedské sněžné skútry, aby si zkrátili cestu do chrámu. Tidus jel buď s Rikku, nebo s Lulu. Každopádně Rikku mu cestou prozradila, že je sestřenicí Yuny. Opatrně mu vysvětlila, že nechrání jen Yunu, ale všechny vyvolávače, aby se neobětovali, ovšem nedořekla to.
Guadové nechtěli Rikku pustit do chrámu, až teprve Auron je přesvědčil, že albhedský původ nevadí. Uvnitř Šelinda blaženě básnila o svatbě, ale jiná žena s hrůzou vyřkla něco o lordu Jyscalovi a o orbu, který našla v Yuniných věcech. Auron si Jyscalův záznam přehrál a všichni byli víc než jen šokovaní, že ho Seymour zavraždil kvůli moci. Auron zavelel najít Yunu, Wakka šel s nechutí nakonec taky, když mu Auron připomněl kodex strářce, tedy chránit vyvolávače proti komukoliv, i proti maestrovi. Yuna v komoře Snícího získala aeona Shivu a vrátila se do síně zkoušek, aby obvinila Seymoura z vraždy. Seymour se s ledovým a arogantním klidem zeptal, proč tedy za ním přišla. Odpověď zněla, aby ho zastavila. Seymour vyvolal svého mocného aeona bolesti Animu, ale proti šestici strážců a Yuně, vyzbrojené už čtyřmi aeony, neměl šanci a byl zabit. Yuna ho chtěla okamžitě poslat do Vzdálené sféry, ale zabránil tomu Tromell, jenž nechal Seymourovo tělo odnést pryč a Yunu obvinil ze zrady. Yuna v šoku padla na kolena, Wakka nemohl uvěřit, co se stalo. Každopádně museli z chrámu okamžitě uprchnout.
Na vrcholu hory chtěli Tromellovi ukázat Jyscallův orb, aby viděl, že Seymour je zločinec, ovšem ten ji zničil a vůbec ho to nezajímalo. Přepadla je obří nestvůra, jež probořila led a všichni se propadli na dno ledové jeskyně pod macalanský chrám. Postupně se probouzeli z bezvědomí a chystali plány na další cestu. Yuna vysvětlila, že chtěla Seymoura sňatkem donutit přiznat se k vraždě a vydat se yevonské inkvizici, ale nyní chápe, že to asi nemělo cenu. Auron radikálním tónem vyzval k pokračování v Pouti a zamítl Yuny námitky, že pouze Snící povolují Pouť, nikoliv Yevon nebo jeho představení. Do zbylých chrámů vejdou třeba i násilím. Ostatní byli projevem nadšeni, jen Wakka protestoval, ačkoliv ani on neměl Seymoura rád. Ale jít proti celé Yevonově církvi nechtěl. Yuna tedy jako kompromis stanovila další cíl Bevell, kde hodlala celý incident vysvětlit maestru Mikovi. Auron se vyhnul přímé odpovědi, zda souhlasí, ale prohlásil, že byl vždycky potížista. Zaposlouchali se do zpěvu hymny Snící Shivy a po rozhovoru s Auronem si Tidus potvrdil, že když zabijí Sina, zabije i spojení Spiry se Zanarkandem a už nikdy se nevrátí domů. V tom ale zpěv ustal a ledové dno jeskyně prorazil Sin. Toho dne také Tidus konečně přijal skutečnost, že je jeho otec skutečně Sin a hymnu Snící Shivy dole v moři pod ledem poslouchal spolu s nimi.
Všichni upadli v přítomnosti Sina do bezvědomí a Tidus snil spolu se Sinem o domově v Zanarkandu. Pokoušel se k otci promlouvat a ptal se ho, zdali se mu po něm také stýská. Vydedukoval, že ho otec žádá, aby to utrpení ukončil. Všichni kromě Yuny se probrali v poušti. Rikku poznala, že jsou na ostrově Bikanel, vlasti Al Bhedů, takže Yunu asi našli její soukmenovci. Zavedla je do železného města Domov pod podmínkou, že nevyzradí yevonitům jeho polohu. Avšak na Domov již útočila armáda Guadů s podporou mnoha běsů. Před městem se setkali se Cidem, otcem Rikku a strýcem Yuny, s vůdcem Al Bhedů, kterého následovali dovnitř, kde porazili několik yevonitů. Rikku je vedla do síně vyvolávačů, kde Al Bhedi drželi v zajetí vyvolávače, které unášeli. Invaze Guadů však byla natolik brutální, že nebylo možné zabránit průniku nepřítele dovnitř. Domov byl ztracen a Rikku smutně vysvětlila, že po útoku Sina na jejich původní vlast byli Al Bhedi kočovný národ, dokud Cid nezorganizoval vybudování nové vlasti a Domova. Yevonským proto Al Bhedi nevěří, protože tehdy jejímu lidu hodně ublížili. Od té doby zcela ignorují nařízení Yevona o nepoužívání strojů.
Nyní Al Bhedi unášeli vyvolávače, aby je ochránili. Tidus nechápal a vysvětlil si to po svém, jenže ostatní smutně hleděli do země a mlčky pokračovali vpřed. V síni vyvolávačů Yuna nebyla, Guadové ji v poušti našli dříve. Byli tam ale Dona a Isaaru, kteří posílali padlé Al Bhedy do Vzdálené sféry. Isaarův malý bratr se Tiduse zeptal, co znamená obětovat. Rikku a ostatní se konečně odhodlali nahlas říct, co se stane na konci Poutě. Yunu během bitvy se Sinem, aby přinesla dočasný Klid, zabije její poslední aeon. Tidus reagoval zoufalým křikem a výčitkami. Vzpomínal na Yunu a její rozveselování v Luce, na její slova o Pouti plné smíchu. Jakmile se uklidnil, odhodlaně prohlásil, že ji najde a nenechá ji umřít. Na pokyn Cida se stáhli spolu s vyvolávači do suterénu Domova, kde nastoupili s přeživšími Al Bhedy do obrovského zařízení.
Cid přikázal do minuty odstartovat. Tidus ho zvedl do vzduchu za límec a řval na něj, kde je Yuna. Cidovi slíbil, že zařídí, aby nezemřela. Otevřeli poklop hangáru s tím, že budou Yunu hledat pomocí létající lodě Fahrenheit. Po startu viděli Al Bhedi svůj Domov v plamenech a všichni na palubě zazpívali hymnu Snících, mnozí se slzami v očích. Rikku vysvětlila, že nyní vyhodí Domov do vzduchu. Z Fahrenheitu vyslali salvu tuctu raket, kterými způsobili ohromný výbuch. Před tlakovou vlnou v obrovské rychlosti zmizeli z Bikanelu. Yunu hledali pomocí vyhledávacího orbu Fahrenheitu, přestože pořádně nevěděli, jak se ovládá. Fahrenheita totiž objevili nedávno právě tam, kde Rikku s Tidusem na začátku hry opravovali světla. Přesto uspěli a oscilo-orb nalezl Yunu v Bevell. Rikku si všimla, že je s ní Seymour a divila se, že to přežil. Auron odvětil, že je Seymour nyní Setrvávající, tedy zombie. Museli se v lodi vypořádat s wyrmem Evrae, posvátným strážcem Bevell.
Fahrenheit byl při bitvě poškozen a nemohl přistát, takže harpunovali střechu bevellského paláce, nejvyšší budovy chrámové metropole Spiry a slanili se přímo do míst, kde byl Seymour s Yunou...ve svatebních šatech. Obřad sice překazili, ale obklíčily je stráže s puškami. Zatímco maestři Kinoc, Seymour a Mika sledovali dění, Yuna opatrně vytáhla ze svatebních šatů hůl a chystala se na druhý pokus poslat Seymoura do Vzdálené sféry. Ten jí vyčetl, že zase finguje svatbu, jen aby ho poslala. Zastavil ji Mika vydíráním ohledně životů jejích přátel. Kinoc mířil zbraní na Tiduse a Aurona, jenž si neodpustil poznámku, že takové zbraně Yevon přece zakazuje. Upustila hůl a Mika ji se Seymourem oddal. Nikdo z ochránců se na polibek nedokázal dívat, avšak Tidus si všiml sevřených pěstí Yuny. Následně Seymour nařídil zabít je. Kinoc cynicky prohlásil, že takové jsou rozkazy Yevonu. Yuna však vylezla na terasu a vyhrožovala skokem z věže, pokud je zabijí. Jakmile střelci ustoupili, vyzvala své strážce, ať utečou. Seymour ji varoval před smrtí pádem z výšky, ale Yuna si důkladně se znechucenou grimasou očistila ústa od jeho polibku a se slovy, že umí létat, skočila. Maestři nakoukli přes teras a viděli ji v pádu vyvolat létajícího aeona Valefora, jenž ji zachytil a dopravil do bezpečí.
Rikku slzným granátem zneškodnila stráže a strážci utekli, aniž by je někdo viděl. Vydali se ke komoře Snícího po ohromném schodišti, kde nalezli zakázané stroje. Wakka viděl jasný důkaz, že se Yevonité neřídí ani svým vlastním učením. Dorazili před komoru a Tidus s Kimahrim zvedli obří padací dveře, aby mohli s Auronem za Yunou dovnitř. Tam viděli modlící se Yunu ve svatebních šatech se zpívajícím Snícím. Tento Snící byl stejný jako dítě ve fialové kápi z Tidusova Zanarkandu. Auron vysvětlil, že se jedná o spícího ducha, kterého Yevonité uvěznili v kameni starodávným rituálem. Snící se rozletěl k Yuně a pronikl do jejího srdce, čímž ji uvedl do mdlob a dal jí jednoho z nejmocnějších aeonů: Bahamuta. Venku ale byli zatčeni Kinocovými strážemi.
Yevonské inkvizici předsedal maestr Kelk Ronso a hlavní obžalovanou byla Yuna. Vyslechla si obvinění, které se snažila otočit proti Seymourovi, jehož obvinila z otcovraždy a také řekla, že je již mrtvý a setrvávající. Žádala maestra Miku, aby provedl rituál poslání. Ten se smíchem odhalil, že je také již dávno mrtvý a setrvávající, navíc Mika s ostatními maestry odhalil skutečnou tvář církve Yevonu, vládnoucí Spiře na principu koloběhu smrti. Sin je prý entita, kterou nelze skutečně porazit, a Yevon představuje neměnnost, kterou když kdokoliv zpochybní, je zrádce. Yuna se hájila statečně, ale marně. Ve vězení Auron nazval Yevona a Sina nekonečnou spirálou smrti. Mezitím soud vynesl rozsudky: 7x vhození do Via Purifico. Trojice maestrů se ještě radila ohledně maestra Kelka Ronso, jenž byl zděšen z průběhu soudu a z pravdy o Jyscalově smrti a snad i z dalších tajemství Yevona. Dle Miky prý Kelk nepřestal být v srdci ronsem, tvrdohlavým a k ničemu. Seymour se snažil Miku přesvědčit, aby Yunu ušetřil, ovšem Kinoc mu řekl, že vhození do Via Purifico ještě nikdo nepřežil. Každopádně šel hlídat východ a Kinoc s ním, protože nevěřil tomu, kdo zavraždil vlastního otce.
Ve Via Purifico sice byla parta rozdělena, ale brzy se dala dohromady. U východu čekal na Yunu Isaaru s tím, že Al Bhedi přistáli s Fahrenheitem v Zemi Klidu. Po návratu do Bevell dostal rozkaz zabít zrádce. Yuna s ním tedy neochotně bojovala v duelu aeonů a vyhrála. Auron mu symbolicky zlomením hole ukončil Pouť. Tidus zase bojoval s mořskou obludou. Po překonání překážek se ocitli v dolním Bevell, kde je přepadl maestr Seymour. Předhodil mrtvého Kinoca, který dle jeho slov bažil po moci, kterou se bál ztratit, čímž rozčílil Aurona, pro něhož byl Kinoc stále přítelem, třebaže ho moc maestra změnila. Znovu přemlouval Yunu, aby Pouť dokončila s ním, aby mu umožnila stát se Sinem a zničit celou Spiru, kterou tak hodlal "zachránit". Kimahri probodl halapartnou studenou mrtvolu Seymoura, který absorboval moc mrtvého Kinoca i ostatních stráží, ale proti Yunině partě mu to nebylo nic platné. Byl poražen, avšak jeho duch i tentokrát unikl poslání. Z Bevell se tedy dostali bezpečně pryč, ale Yunina víra v Yevona byla otřesena. Učení, jemuž věřila, ji zradilo.
Uprchli do lesa k velkému jezeru, kde zklamaná Yuna trávila hodiny o samotě. Uprostřed noci za ní přišel Tidus a smočil se s ní v jezeře. Navrhl jí, aby zanechala Poutě, žila normální život a třeba s ním hledala jeho rodný Zanarkand. Yuna se po rozmluvě o nereálných snech jít do Tidusova Zanarkandu rozplakala, tak ji Tidus ukonejšil dlouhým, vášnivým polibkem pod hladinou. Když se vynořili a osušili, sdělila mu své rozhodnutí pokračovat v Pouti, odhodlaná postavit se Sinovi, protože musí. Nikdy by si neodpustila, kdyby to vzdala. Tidus ji uklidnil, že s ní bude, ne až do konce, ale napořád. Ráno se znovu vydali na cestu. Nedaleko Bevell začala Země Klidu, ohromné území porostlé loukami s velkými útesy, kde od pradávna probíhaly souboje nejvyšších vyvolávačů se Sinem. Dál už nebyla žádná města, jen pustiny. Zde také ze strachu ukončila Pouť většina vyvolávačů. Tidus se uklidňoval myšlenkou, že najde způsob, jak porazit Sina, aniž by musela zemřít.
V pláních si odpočinuli u albhedského stanu, kde potkali yevonského mnicha Zuka, který před lety s Lulu právě zde vzdal Pouť. Varoval je, že je Mika obvinil z vraždy Kinoca a vydal rozkaz zabít Yunu i její strážce. Prozradil, že maestr Kelk Ronso uprchl z Bevell, kde vypukl velký chaos. Pokračovali dál a na mostě přes údolí čelili hlídkám Guadů, jež poslaly na partu obřího golema. Zde Tidusovi došlo, proč Yuna při odchodu z určitého místa vždy mlčky upřeně zírala za sebe. Loučila se s místy, která již nikdy neuvidí. Dorazili k úpatí posvátné hory Gagazet, za níž se nacházejí ruiny Zanarkandu. Zastavila je velká přesila ronsů pod velením maestra Kelka, jenž je vyzval, aby se vrátili, jinak je zabijí. Yuna ho přesvědčila, že nadále bojuje ne za Yevona, který zradil všechno a všechny, ale za Spiru a její obyvatele. Chce pro všechny trvalý Klid a ukončit tisíc let trvající zármutek. Kelka její slova, že se chce obětovat i přes hrozící jistou smrt, dojala a pustil je dál.
Cestou na vrchol je přesto přepadli ronsové Biran s Yenkem a žádali, ať Kimahriho, ostudu ronsů, nechají dole. Je malý, slabý, zapomněl na své dva bratry, zemi i horu. Kimahri je vyzval na souboj dvou na jednoho. Oba se mu posmívali, že nikdy bitvu s nimi nevyhrál, ale tentokrát jim ukázal. Oba jeho bratři po bitvě pochválili Kimahriho za jeho sílu a slíbili, že zabrání vstupu jejich pronásledovatelům jako odškodnění za zlomený roh v dětství. Yuně slíbili postavit jí sochu, s velkým rohem na čele. Tidus ji chtěl vidět také, ale jen s Yunou po jeho boku. Ostatní ronsové se shromáždili okolo nich a zazpívali hymnu Snících. Během dlouhého a náročného výstupu na gagazetský ledovec Tidus s Rikku přemýšleli, jak Yunu zachránit. Za jednou jeskyní pod vrcholem znovu narazili Seymoura. Vyzval Tiduse, Jechtova syna, k přípravě na smrt. Kimahrimu se vysmál, že je posledním svého druhu potom, co dole vyvraždil ronsy, kteří se mu postavili do cesty. Připomněl, že je Spira pod vládou spirály smrti a zármutku, tedy znovu Yunu vyzval, aby mu pomohla stát se Sinem. Tidusovi řekl, že jakmile se stane Sinem, jeho otec bude volný. Tidus na něj zaútočil a Seymour se proměnil v obřího běsa. Po těžké bitvě padl a vypadalo to, že se snad sám poslal do Vzdálené sféry.
Yuna se začala bát, zda porážkou Sina neumožní Seymourovi dokonat jeho plány, ale Auron s jistotou odvětil, že mlel nesmysly. Yuna tedy na Aurona křičela, ať teda poví vše, co ví, neboť nechápala předešlé Seymourovy komentáře. Tidus tedy všem prozradil, že Sin je Jecht. Neví, jak a proč, ale musí ho zastavit, sám Jecht si to nejspíš přeje. Wakka byl z toho všeho zmatený, ale Auron je uklidnil, že brzy pochopí sami. Překročili vrchol a narazili na obří oltář s energií dávno zemřelých. Yuna poznala, že to je hromadný hrob Snících, kteří něco vyvolávají a někdo využívá všechnu jejich sílu. Rikku po Auronovi chtěla, aby vše z toho vysvětlil, ovšem ten jen zavelel jít dál. Tidus však s Auronem souhlasil, že je to jejich a jeho příběh. Dotkl se jednoho ze Snících a omdlel. Ocitl se ve snu o jeho Zanarkandu. Došel k sobě domů, kde ho uvítal Snící Bahamut ve fialovém plášti. Ten mu vysvětlil, jak se věci mají a že Tidus sám je jen snem jich všech, stejně tak i jeho otec Jecht, všichni jeho známí i všichni obyvatelé i všechny budovy ze Zanarkandu jsou jen zhmotněným snem Snících, přeživších zanarkanďanů z války mezi Zanarkandem a Bevell před tisíci lety, kteří ve svém věčném spánku vybudovali vyvoláváním Snový Zanarkand, který nikdy nespí. Jsou již z věčného snění unavení, proto doufají, že jim Tidus a Jecht umožní odpočívat v pokoji. Po probuzení neřekl nikomu, co viděl.
O kus dál narazili na mocné monstrum jako Yunalesčin test. Auron řekl, že se s ní též setkají, ale je setrvávající podobně jako Mika a Seymour. Wakkovi pověděl, že mu hodně připomíná sebe před deseti lety, tehdy byl také plný ideálů a chtěl změnit svět k lepšímu, ale ve skutečnosti nezměnil nic, proto odmítl jeho označení nejlepšího ochránce. A to byl jeho příběh. Nakonec spatřili předměstí Zanarkandu v ruinách. Město, jehož skutečnou podobu měl Tidus vidět na vlastní oči. Znamenalo konec Poutě a poslední kapitolu jeho příběhu. Yuna utěšovala Rikku, která se málem rozplakala, a Yuně přitom vypadl z šatů orb, kterou Tidus opatrně uschoval a v chvilce samoty si ji přehrál. Yuna do ní nahrála svou poslední vůli. Poděkovala Kimahrimu, že ji před deseti lety dovezl z Bevell do Besaidu na přání Aurona a jejího otce. Vzpomínala na radost lidí, když její otec porazil Sina. Poděkovala ostatním strážcům a vyznala se, že Tiduse milovala, ačkoliv ho tehdy sotva znala (nahrávku pořídila na cestě do Djose u albhedského stanu).
Ostatní šli napřed, takže je Tidus dohnal v podvečer až u ohniště v ruinách předměstí Zanarkandu, kde se posadil na zem a všichni klopili zraky k zemi nebo do ohně. V tom se Tidus zvedl ze země, položil Yuně jemně ruku na rameno, stoupl si na kus skály a začal vyprávět svůj příběh, neboť to může být jeho poslední šance, tedy příběh hry od začátku až doposud. S vyprávěním skončil hodně pozdě, nad ránem, ještě ve tmě.
Yuna zavelela jít ve směru do centra Zanarkandu. Viděli scenérii, která Wakkovi připomínala portál do Věčné sféry. Tisíce bludiček zemřelých duší neklidně létaly sem a tam. Dorazili do ruin zanarkandského dómu, kde se zhmotnil duch starého yevonského maestra, který pochválil Yunu za vykonání Poutě. Uvnitř zjistili, že se jedná o pobořený blitzbalový stadion. Zhmotnil se tam duch dávné vyvolávačky Yocun, kterou její strážkyně vyzývala, ať použije její život na porážku Sina. Celý komplex byl jako jako jedna obří koule, naplněná bludičkami a vzpomínkami jejich předchůdců. O kus dál viděli ducha malého Seymoura a jeho matky, která chtěla, aby z ní udělal Snícího na poslední vyvolávání (Animu), aby zničil Sina, že jedině tak je oba ve Spiře konečně přijmou (Seymour tak získal aeona Animu, ale Sina porazit nešel, místo toho léta sám žil poblíž ruin, pak odešel realizovat své ambice do církve Yevona). Narazili i na duchy Brasky, mladého Aurona a Jechta, jenž vyzýval, aby šli dál. Duch Aurona chtěl, aby se vrátili a neobětovali se. Braska mu připomněl, že věděli od začátku, do čeho jdou. Auron ale přímo na místě tenkrát odmítl toto přijmout.
Překonali zkoušky ve svatyni Yunalescy, kde si poradili s mocným běsem. Do komory Snícího chtěla jít Yuna sama, ale ihned se vrátila, neboť tam žádný Snící nebyl, jen zkamenělá schránka lorda Zaona. Znovu se objevil duch maestra a vysvětlil, že tento Snící ztratil sílu už dávno a jeho duch je pryč. Lady Yunalesca jim poradí, jak získat Posledního aeona. Rikku začala zpovídat Aurona, že tohle všechno musel vědět, proč tedy nikdy nic neřekl. Auron odvětil otázkou, zdali by to mělo vůbec nějaký význam, stejně by její sestřenici neodradil. Vstoupili portálem do chrámu, kde je přivítala Yunalesca a pogratulovala Yuně ke zdolání Poutě. Vyzvala ji k výběru strážce na proměnu ve Snícího Posledního aeona. Aby to fungovalo, musí být mezi vyvolávačem a strážcem silné pouto pokrevní, z lásky nebo z přátelství. Takto si před tisíci lety sama vybrala za Snícího svého milovaného muže, lorda Zaona. Nemusí se bát, již brzy bude ode vší bolesti a utrpení osvobozena, neboť její smrt po vyvolání Posledního aeona bude dokonalým osvobozením.
Yunalesca odešla a spustila záznam deset let staré diskuze Brasky, Jechta a Aurona, kde se Jecht odhodlaně stal Snícím, protože nemají jinou možnost, ale on měl v rukávu svůj plán. Auron viděl sebe samého, jak tomu nedokázal zabránit, a začal jako šílený sekat do vlastního ducha, jenž na konci padl na kolena. Pak prohlásil, že cyklus dál pokračoval. Lulu a Wakka se dobrovolně Yuně nabídli jako Snící, ovšem Tidus varoval, že tohle udělat nesmí a souhlasil s Auronem ze záznamu, že musí být jiný způsob. A zeptá se na něj přímo Yunalescy. Je to koneckonců jeho příběh, který píše, nebo ho nyní ukončí. Vešli společně do její komnaty uprostřed ničeho, jenže s ní nebyla rozumná řeč. Yunalesca arogantně vysvětlila tradici Posledního vyvolání. Má dodávat lidem falešnou naději, aby se neutopili v zármutku, a přehrála záznam, jak ji kdysi konfrontoval Auron, který po smrti Brasky a přeměně Jechta požadoval vysvětlení, ale ta ho tehdy téměř zabila. Když se jejím řečem Yuna vzepřela, Yunalesca zaútočila, aby je osvobodila ze zármutku. Proměnila se v obrovského běsa. Auron s vášní vyzval, že nastal čas psát svůj příběh, nebo ho ukončit. Nastala divoká bitva se zombicí Yunalescou, která vystřídala tři podoby. Nakonec ji porazili a jak odcházela do Vzdálené sféry, zmínila, že s ní odešla i jediná možnost k porážce Sina. I kdyby nalezli jiný způsob jeho porážky, nesmrtelný Yu Yevon stejně stvoří nového. Yuna zabědovala, co to provedli za šílenost, ale Tidus vyburcoval ostatní k něčemu ještě šílenějšímu: porazit Sina bez Posledního aeona, navždy a bez zbytečných obětí.
Vyšli z chrámu a všimli si, že s Yunalescou zmizely i bludičky zemřelých. Auron se Tidusovi svěřil, že on sám je také setrvávající. Před deseti lety po porážce Sina se vrátil sám za Yunalescou, aby pomstil Brasku a Jechta, když mu došlo, o čem Pouť a Yevon a Sin celé jsou. Její smrtící útok přežil a dokázal se doplazit přes Gagazet až k předměstí Bevell, kde ho tehdy našel právě vyhnaný Kimahri. Pověřil ho péčí o Yunu, ať ji dostane co nejdál od Bevell. Poté zemřel a od té doby jeho duše neklidně bloudila po světě, ale nikdy nedorazila do Vzdálené sféry. Díky své nové nemrtvé podstatě ale osedlal Sina a dostat se přes něj do Snového Zanarkandu, kde pak deset let dohlížel na Tiduse a plnil poslední přání přítele. Proměnil se na chvíli v bludičky, aby Tidusovi ukázal jak znělo, tedy že si Jecht přál, aby se Auron postaral o jeho syna a připravil ho. Když vyšli z dómu ven, bylo už ráno a kousek od nich se vynořil z moře Sin. Díval se na Tiduse, jenž mu v duchu říkal, že Poslední vyvolání bylo zničeno, ale něco určitě brzy vymyslí. Ať počká. Sin se otočil a odplul ze Zanarkandu pryč, zatímco opačným směrem na místo mířil Fahrenheit.
Yuna se konečně poprvé viděla se svým strýcem Cidem, jenž sotva zadržel slzy. Pak u okna na jiné palubě řekla Tidusovi, že se cítí být k ničemu, nic jiného než učení Yevona nezná. Kimahri ji vyzval, aby neutíkala z boje omluvami, a navrhl jako další cíl právě učení Yevona: to, co obsahuje, i to, co neobsahuje, tedy vyhledat maestra Miku a přimět ho mluvit. Mezitím dole v kokpitu dostali nápad i Wakka s Rikku a Lulu: přehrávat z obřích reproduktorů z lodi hymnu Snících, kterou Jecht rád poslouchá, a tím Sina uklidnit. Pokud by na Sina zaútočili přímo, nedosáhli by ničeho. S uklidněným Sinem tu šance na úspěšný úder bude.
Nechali se vysadit v dolním Bevellu, kde je opět zatkly yevonské stráže. Zastavila je až Šelinda, že na příkaz Miky jim nesmí být ublíženo a to, že je zrádkyně, prý šíří Al Bhedi. Rikku to rozhněvalo, Auron jí ale vysvětlil Mikovu zoufalost. Stráže odešly a Šelinda vysvětlila rozklad Yevonovy církve. Z ní udělali zničehonic kapitánem stráží a všichni představení se jen hádají mezi sebou. Domluvila jim schůzku s Mikou, který byl zděšen z toho, že porazili Yunalescu a zničili tisíciletou tradici Posledního přivolání. Raději svět opustil, než aby viděl, jak Yu Yevon, jenž využívá Sina jako své brnění, zničí svět. Jakmile se Mika rozplynul, dorazila Šelinda, které namluvili, že Mika ještě nedorazil, aby ho šla hledat. Tidusovi a Yuně se pak zjevil Snící Bahamut, ať dojdou do jeho komory. Tam oběma pověděl více detailů o Yu Yevonovi. Byl to kdysi vyvolávač, který kolem sebe vytvořil brnění Sin pro sebeobranu, aby mohl vyvolávat Zanarkand, což je nyní jediný smysl jeho existence. S jeho porážkou skončí Sin i sny Snících. Zároveň naznačil Tidusovi závažnou skutečnost, kterou však s klidem přijal, ale odmítl to vysvětlit Yuně.
Cestou z komory narazili opět na Šelindu. Rikku ji navrhla, ať dá rozhlásit místo marného hledání Miky do celé Spiry, až uvidí létající loď bojovat se Sinem, aby zpívali hymnu Snících, že pomůže v bitvě. Na Fahrenheitu Cid s Rikku nahráli do počítače hymnu a vyzkoušeli přidělané reproduktory na trupu. Do cesty se jim připletl Sin a Tidus Cidovi sdělil svůj plán. Pokud se dovnitř Sina na nalezení Yu Yevona nedostanou ústy, prostřílejí si do něj větší díru. Na střeše lodi se připravovali za zvuku hymny i za zpěvu obyvatel na bitvu. Yuně ukázal orb s její poslední vůlí a se slovy, že už není potřeba, ji vyhodil do moře. Poté se Sin probral k útoku a silnou gravijou rozpáral povrch země pod sebou, aby vzniklý kaňon zalil masou vody z moře, kterou málem Fahrenheita smetl. Při přiblížení si Cid všiml něčeho třpytivého pod Sinovými rameny, zřejmě jeho slabin. Sin uklidněný hymnou nekladl příliš velký odpor, přesto si na jeho gravitační kouzla a vrážení celým tělem do lodi museli dát pozor. Po narušení slabiny do ní Cid vystřelil paprskometnými děly Fahrenheitu, čímž Sinova levá paže odpadla od těla. Totéž provedli i s druhou paží. Ovšem při druhém výstřelu se děla přehřála a selhala. Cid chtěl partu odvolat ze střechy, ale Tidus navrhl na Sina přeskočit a třetí úder provést bez děla. Našli slabinu na hlavě a po jejím zničení Sina omráčili. Ten spadl před zraky zpívajících a vystrašených obyvatel města z oblak na zem přímo na pláž u Bevell.
Parta stihla přeskočit zpět na Fahrenheit a Cid šel do strojovny opravit děla. Yuna s Tidusem mluvila o tom, jak jí Bahamut slíbil, ať je vyvolá všechny najednou, že jí pomůžou. Vadilo jí hlavně, jak to řekl: staletí dávali vyvolávačům moc aeonů, ale teprve nyní prý "pomůžou". Došlo jí, že když při bitvě s Yu Yevonem použije aeona, posedne ho ke zrození nového Sina, ovšem růst do plné velikosti pár měsíců trvá a je do té doby slabý. Snad proto Yu Yevon zabíjel nejvyšší vyvolávače ihned po vyvolání Posledního aeona. Zeptala se Tiduse, co Bahamut myslel tím, že sen skončí, a co vlastně Yu Yevon uvnitř Sina vyvolává. Tidus suše odpověděl, že vyvolává sny. Yuně došlo, o co jde, tak se opatrně zeptala, zda také nezmizí. Ale odpovědi se nedočkala, neboť se Sin probral a vyskočil na nejvyšší bevellskou věž. Cidovi se sice nepovedlo opravit děla, nicméně Tidus navrhl přesto zkusit vletět dovnitř Sina. Auron se svěřil Tidusovi, jak dokázal se Sinem komunikovat, osedlat ho a dostat se do Snového Zanarkandu. Jecht má někdy období, kdy je schopen nad chováním Sina převzít kontrolu, například vlivem hymny Snících. Byl tak schopen Sina přinutit nedělat nic, nebo ho donutit před deseti lety vysadit ho do Snového Zanarkandu a nedávno si tam pro něj a pro Tiduse znovu přijít zpět, ačkoliv si byl už jistý, že je s Tidusem nejspíš zůstane ve Snovém Zanarkandu navěky. Podobně Jecht přesouval partu na Spiře, třeba z Macalanie na Bikanel, nebo Tiduse z lodi Al Bhedů do Besaidu, kde věděl, že se setká s Yunou.
Bratr Rikku, který Fahrenheit řídil, doletěl před ústa Sina a Yuna se strážci se pokoušeli útoky donutit otevřít je. Museli jednat rychle, neboť se Sin pokoušel vyvolat graviju, jež by zničila partu, loď, a pravděpodobně i Bevell. Nakonec se povedlo, ale Sin hlavou začal cukat tak, že stejně nebylo možné vletět dovnitř. Mezi pažemi pod bradou se ale rozsvítil portál, kterým mohli vniknout dovnitř. Ocitli se v jiné dimenzi uvnitř Sina, jež připomínala portál do Vzdálené sféry v Guadosalamu. Trochu je vyděsila zvětšenina Seymoura, ale proletěli dál a zmizela. Cid s bratrem Rikku nasměrovali loď na okraj Jezera zármutku, kde se dalo přistát. Dál musela parta jít pěšky hledat Jechta nebo to, co z něj zůstalo, ještě dřív, než najdou Yu Yevona. Na konci jezera je čekalo nemilé překvapení: Seymour, který se rozhodl stát Sinem, se jím nechal po bitvě na Gagazetu absorbovat, aby ho jednoho dne ovládl zevnitř. A se slovy o tom, že byli tak laskaví a zbavili ho Yunalescy, s nimi začal v záchvatu šílenství bojovat. Ovšem opět prohrál, navíc byl tentokrát Yunou konečně poslán do Vzdálené sféry. Seymour jim řekl, že Sina, zármutek Spiry, stejně neporazí. Tidus mu odvětil, že Sin půjde za chvilku za ním.
Dorazili do labyrintu plného velkých silných běsů, na jehož konci na Tiduse málem přistálo obří zařízení, jež partu teleportovalo hlouběji do nitra Sina. Ocitli se ve smysly matoucím krystalickém světě, kde sebrali devět kulatých krystalů, jež je přenesly do jádra Sina. To vypadalo jako obří pobořený blitzbalový stadion. Na konci plošiny, vedoucí do jeho středu, na ně čekal Jecht, který byl zároveň šťastný, že se dostali až k němu, ale také smutný, protože si je moc dobře vědom, že je Sin. Prozradil, že brzy bude jeho metamorfóza dokonána, tudíž ztratí schopnosti vnímat okolní svět a nebude schopen toho, co Auron Tidusovi vysvětloval před vstupem do Sina. Tidus otci se slzami v očích řekl, že ho nenávidí, tedy ať je bitva rychle za nimi. Jecht na okraji plošiny vyčaroval kolem sebe bludičky, spadl do hořící propasti, kolem které se rozsvítila iluze Snového Zanarkandu, a sebe proměnil v Posledního Braskova aeona, v ohromnou příšeru.
Bitva byla náročná nejen díky silným Jechtovým útokům, ale i díky dvěma pomocným Yu pagodám, jež ho léčily a prakticky nešly odstranit, jen na chvíli. Nebezpečné byly i jeho velmi silné speciální útoky na motivy blitzbalu. Jejich nabíjení dokázal Tidus promlouváním k otci dvakrát zastavit, ale pak už Jecht nesl známky, že právě ztratil schopnost vnímat okolí. V půlce bitvy vytáhl aeon ze sebe meč, díky němuž byl ještě nebezpečnější. Nakonec ale po dlouhé a vyčerpávající bitvě padl. Zbyl po něm obří meč zabodnutý v zemi a osvobozený Jecht. Tidus smrtelně raněného Jechta podepřel a položil na záda na zem, přitom se rozplakal a s otcem se usmířil. Nebyl ale čas, neboť nad jejich hlavami bzučela červenočerná koule, jež ztělesňovala současnou podobu Yu Yevona. Jecht vyzval Yunu k vyvolání aeonů, načež se v nitru Sina objevili Snící. Jecht následně zemřel a odeslal se do Vzdálené sféry. Yu Yevon posedl meč, co zbyl z Braskova Posledního aeona, a přeměnil jádro Sina k obrazu vichřice v oblacích, přičemž se parta mohla pohybovat pouze po tomto obřím meči.
Jakmile se vzpamatovali, začala Yuna postupně vyvolávat aeony, které Yu Yevon okamžitě posedl a poštval proti partě, přičemž si pomáhal oběma Yu pagodami, které opět aeony léčily podobně jako Braskova Posledního aeona. Vyvolala jednoho po druhém Valefora, Ifrita, Ixiona, Shivu, Bahamuta a pokud během své poutě navštívila i skryté chrámy po Spiře, tak i Animu, Jódžimba nebo Mágovy sestry. Aeoni, kteří v posedlé formě vypadali trochu jinak, byli silní jen tak, jak byli silní pod kontrolou Yuny, proto šli celkem snadno porazit (jde to hůře jen, pokud je hráč vytrénoval lépe než postavy). Kvůli několika rychle po sobě jdoucím porážkám nových Sinů byl Yu Yevon oslaben a zaútočil na partu sám a přímo.
Tidus oznámil svou poslední bitvu po jejich boku, protože po porážce Yu Yevona zmizí. Ostatní tím překvapil a Yuna smutně koukala do země, neboť dostala odpověď na svůj dotaz před vniknutím do Sina. Tidus diskuzi uzavřel slovem "Sbohem. Vím, že to zní sobecky, ale tohle je můj příběh." Během poslední bitvy je ochránili Snící před Yu Yevonovými smrtícími údery automatickým oživením, až nakonec Yu Yevona, jenž se z černočervené koule přeměnil v bytost, připomínající přerostlé klíště se znakem Yevona na zádech, porazí buď jeho vlastním vysílením gravijou, zraňující partu i jeho samotného, nebo ho přechytračí rychlejšími způsoby.
Nakonec je Yu Yevon usmrcen a zapečetěn jeho vlastními Yu pagodami. Mezitím venku ve Spiře lidé spatřili až v dalekém nočním Besaidu oslepující světlo ze Sina a nadšeně jásaali, křižáci salutovali. Ve všech chrámech Spiry se naposledy rozezněly hymny Snících, jež utichly, jakmile se jejich magicky uvězněná fyzická těla změnila v obyčejný kámen a duch Snícího Bahamuta se rozplynul ve vzduchu. Yuna v jádru Sina provedla naposledy svůj taneční rituál nad panoramatem Snového Zanarkandu, aby poslala celou Sinovu tělesnou schránku do Vzdálené sféry. Auron se k úžasu všech krom Tiduse také začal měnit v bludičky a nechal se s dobrým pocitem, že na druhý pokus dokončil, co s Braskou a Jechtem začal, a se slovy, že od teď je to jejich svět, poslat. Parta se dostala na střechu Fahrenheita, jenž vyletěl otvory v Sinově plášti ven, a Yuna se za dohledu svých pomalu se vypařujících aeonů pustila do další fáze posílání do Vzdálené sféry tancem se svou magickou holí. Tělo Sina vybuchlo a světla z milionů bludiček rozzářila oblohu celé Spiry.
Na Gagazetu v místě s fontánou, kde Yu Yevon před tisíci lety uvěznil miliony Snících k nepřetržitému vyvolávání Snového Zanarkandu, se také jeden po druhém měnili v obyčejný kámen, čímž proud jejich energie ustal. Fontána se rozprskla na miliony kapiček, v nichž byly miniaturní portréty vysněných obyvatel Snového Zanarkandu, včetně Tiduse, a brzy se vypařili. Toto pocítil sám Tidus na střeše Fahrenheita a začal také mizet. Se svými přáteli se rozloučil, se slzami v očích se omluvil Yuně, že jí neukázal svůj Zanarkand, a šel. Yuna se s brekem rozeběhla, aby ho objala, ale jen proletěla skrz něj na plechovou podlahu. Jakmile vstala, řekla zády k němu, že ho miluje, děkuje za všechno. Tidus ji zezadu objal, ale nemohl ji už cítit. Prošel skrz ni, rozeběhl se a vyskočil z Fahrenheita do oblaků bludiček, jež ještě nedorazily do Vzdálené sféry. V ní ho přivítali lord Braska, Auron i Jecht, se kterým si plácl dlaní.
Za nějaký čas pískala Yuna na prsty u moře v Luce, kde pro ni došla Lulu, že shromáždění je připravené. Na místním blitzbalovém stadionu, kde jí Wakka, Lulu, Rikku a Kimahri dělali čestnou stráž, oznámila všemu lidu Spiry, že je Sin konečně mrtev a již se nevrátí. Vyzvala k přebudování Spiry a k tomu, aby se nezapomnělo na ty, které ztratili. A pro sebe šeptem dodala, když kolem ní proletěla bludička, aby nezapomněli ani na sny, jež se rozplynuly, a vzpomínala na Tiduse, na jejich dobrodružství a na jejich lásku. Hra končí, když ona bludička s dalšíma dvěma rozsvítí dno moře, kde vidíme Tiduse plavat nahoru na povrch.

## Česká lokalizace
Pro Final Fantasy X (PAL SCES-50490) vznikla v roce 2014 čeština od skupiny RK-Translations. Tak jako u předchozích dílů přeložil všechny texty Martin Košťál (R@ziel) a o technickou stránku se postaral Jindřich Tomek (Kruci). Autoři na svých stránkách přeložili kromě hry samotné také návod, sphere grid (deska orbů) a mapy. (Terminologie překladu se v mnoha věcech liší od terminologie použité na této stránce. Autorem těchto textů není Martin Košťál a nepocházejí z překladu, vznikly ještě před jeho zahájením.) 